# Sono ancora io (singolo)
Sono Ancora Io è un singolo della cantante italiana Deborah Iurato pubblicato il 20 maggio 2016, come terzo estratto dal secondo album in studio omonimo.

## Video musicale
Il videoclip del brano è stato pubblicato sul canale VEVO della cantante il 20 maggio 2016.

## Tracce
1. Sono Ancora Io – 3:48 (Andrea Bonomo, Luca Chiaravalli, Gianluigi Fazio)